# Julia Mestre
Julia Mestre Teixeira, conhecida apenas como Julia Mestre (Rio de Janeiro, 1 de junho de 1996), é uma atriz, cantora, baixista e compositora brasileira.
Debutou no mercado fonográfico com o EP “Desencanto”, de 2017. Em 2019, lançou seu álbum de estreia, “GEMINIS”. “Índia”, dueto da artista com a banda Gilsons, para quem ela já compôs várias faixas, possui mais de 11 milhões de plays no Spotify.
Em 2020, Mestre participou da sexta temporada do programa Versões, do canal BIS, em show que canta Rita Lee. A ocasião motivou a artista a apresentar shows com músicas de Rita Lee, além da gravação de um EP com as faixas “Agora Só Falta Você” e “Papai Me Empresta O Carro”.
Mestre alcançou repercussão nacional em 2022, como uma das vocalistas do grupo Bala Desejo. Através da banda, a cantora foi indicada ao Grammy Latino e ao Prêmio Multishow 2022, além de ter se apresentado no Rock In Rio, no Coala Festival e em outros espaços de grande visibilidade.
Iniciou sua carreira artística como atriz, no filme Confissões de Adolescente, de 2014 e, em 2023, participará da minissérie Tá Tudo Certo, da Disney Plus. Para o mesmo ano, prepara o lançamento de seu segundo álbum, intitulado “Arrepiada”, com o single duplo “El fuego del amor / MEU PARAÍSO” já lançado em 2022.
Mestre foi considerada, pela revista NOIZE, como uma artista em ascensão e pela Revista GQ, do Globo, como revelação da MPB. Ao longo de sua carreira, já teve suas composições interpretadas por Ivete Sangalo e ANAVITÓRIA, entre outros.

## Discografia
Como Julia Mestre
| Álbum     | Lançamento | Formato                     | Gravadora                     |
| --------- | ---------- | --------------------------- | ----------------------------- |
| GEMINIS   | 2019       | Streaming, download digital | Uns e Outros Produções Filmes |
| ARREPIADA | 2023       | Streaming, download digital | ARREPIADA                     |

Como Bala Desejo
| Álbum       | Lançamento | Formato                         | Gravadora     |
| ----------- | ---------- | ------------------------------- | ------------- |
| SIM SIM SIM | 2022       | LP, streaming, download digital | Coala Records |

## Filmografia

### Televisão
| Ano  | Título        | Papel     |
| ---- | ------------- | --------- |
| 2024 | Mania de Você | Ela mesma |

## Prêmios e indicações
Como Bala Desejo
| Indicação                                              | Prêmio                                     | Nomeação    | Resultado |
| ------------------------------------------------------ | ------------------------------------------ | ----------- | --------- |
| Grupo do Ano                                           | Prêmio Multishow de Música Brasileira 2022 | Bala Desejo | Indicada  |
| Revelação do Ano                                       | Prêmio Multishow de Música Brasileira 2022 | Bala Desejo | Indicada  |
| Melhor Álbum de Pop Contemporâneo em Língua Portuguesa | Grammy Latino de 2022                      | Bala Desejo | Venceu    |